# Tetracmanthes astrocosma
Tetracmanthes astrocosma là một loài bướm đêm thuộc họ Glyphipterigidae. Nó được tìm thấy ở Nam Phi.